# Скупая Потудань (село)
Скупая Потудань — село в Нижнедевицком районе Воронежской области.
Административный центр Скупопотуданского сельского поселения.

## История
Село было газифицировано в 2012 году, последним в Нижнедевицком районе.

## Известные люди
В селе родился российский учёный почвовед-агрохимик В. М. Семёнов.